# Dżukunowie
Dżukunowie (Jukunowie) – lud z Nigerii i Kamerunu, posługujący się językiem dżukun-takum z grupy benue-kongo rodziny nigero-kongijskiej.